# Rasputin: Dark Servant of Destiny
Rasputin: Dark Servant of Destiny és una pel·lícula biogràfica de 1996 que relata els darrers 4 anys (1912-1916) de Grigori Rasputin al servei d'Alexei Nikolaevich, príncep i hereu al tron de l'imperi Rus i fill únic de Nicolau II i Alexandra Feodorovna. La pel·lícula està narrada en primera persona per part d'Alexei.

## Repartiment
- Alan Rickman: Grigori Rasputin[1]
- Greta Scacchi: Tsarina Alexandra
- Ian McKellen: Tsar Nicolau II
- Freddie Finlay: Tsarévitx Alexei
- David Warner: Dr. Botkin
- John Wood: Primer Ministre Stolipin
- James Frain: Príncep Fèliks Iussúpov
- Ian Hogg: Purishkevich
- Sheila Ruskin: Princesa Marisa
- Peter Jeffrey: Bisbe Hermogones
- Julian Curry: Dr. Lazovert